# Lijst van burgemeesters van Spalbeek
Dit is een chronologische lijst van burgemeesters van de Belgische voormalige gemeente Spalbeek  tot die gemeente op 1 januari 1971 fuseerde en opging in de gemeente Kermt.
| periode     | naam burgemeester            | opmerking                                           |
| ----------- | ---------------------------- | --------------------------------------------------- |
| 1830 - 1846 | Willem Baeten (1781-1846)    | landbouwer                                          |
| 1846 - 1855 | Frans Vanderoye (1780-1855)  | landbouwer                                          |
| 1855 - 1862 | Pieter Jan Claes             | landbouwer                                          |
| 1862 - 1872 | Eugène Pollenus (1796-1879)  | eigenaar                                            |
| 1872 - 1874 | Louis Baerts                 |                                                     |
| 1874 - 1878 | Lambert Vandersmissen        |                                                     |
| 1978 - 1885 | Jozef Baerts                 |                                                     |
| 1885 - 1925 | Emile Pollenus               | eigenaar, rentenier, familielid van Eugène Pollenus |
| 1925 - 1926 | Hendrik Pluymers             | horlogemaker                                        |
| 1926 - 1946 | Emile Pollenus               | tweede ambtsperiode                                 |
| 1941 - 1944 | Jozef Neven                  | oorlogsburgemeester                                 |
| 1946 - 1953 | Jozef Wijgaerts (1906-1994)  | gepensioneerd mijnwerker                            |
| 1953 - 1970 | Modest Liefsoens (1914-1982) | molenaar, handelaar                                 |